# Foveoleberis minutissima
Foveoleberis minutissima is een mosselkreeftjessoort uit de familie van de Xestoleberididae. De wetenschappelijke naam van de soort is voor het eerst geldig gepubliceerd in 1926 door Chapman.